# Milton Margai
Efigie de Sir Milton Margai em uma moeda
Sir Milton Augustus Strieby Margai (Gbangbatoke, 7 de dezembro de 1895 - Freetown, 28 de abril de 1964) foi um político serra-leonês, sendo o primeiro primeiro-ministro de Serra Leoa . Ele foi o principal arquiteto da constituição pós-colonial de Serra Leoa e guiou sua nação para a independência em 1961.
Obteve graduação em História (1921) estudando na Fourah Bay College, em Serra Leoa e, em seguida, se graduou como médico na Universidade de Londres (1926), retornando ao seu país natal em 1928.

## Conferência de Independência de 1960
Em 20 de abril de 1960, Milton Margai liderou uma delegação de vinte e quatro membros de Serra Leoa em conferências constitucionais na presença da rainha britânica Elizabeth II, para negociações sobre a independência, realizadas em Londres
Ao fim das conversas, em 4 de maio de 1960, o Reino Unido concordou que concederia à Serra Leoa sua independência em 27 de abril de 1961.

## Independência (1961)
Em 27 de abril 1961, Milton Margai garantiu a Serra Leoa sua independência da Grã-Bretanha, e se tornou o primeiro Primeiro Ministro do país. Milhares de pessoas tomaram as ruas para celebrar, e Serra Leoa manteve um sistema parlamentarista de governo e tornou-se nação-membro da Commonwealth.